# Adapromine
Adapromine là thuốc kháng vi-rút thuộc nhóm adamantane liên quan đến amantadine (1-aminoadamantane), rimantadine (1-(1-aminoethyl) adamantane) và memantine (1-amino-3,5-dimethyladamantane) được bán trên thị trường ở Nga điều trị và phòng ngừa cúm. Nó là một chất tương tự alkyl của rimantadine và tương tự như rimantadine trong hoạt động chống vi-rút của nó nhưng có phổ tác dụng rộng hơn, có hiệu quả chống lại vi-rút cúm của cả loại A và B. virus có khả năng kháng adapromine và rimantadine và thuốc deitiforine liên quan đã gặp ở Mông Cổ và Liên Xô trong những năm 1980.
Ghi điện não đồ (EEG) nghiên cứu về động vật cho thấy rằng adapromine và liên quan adamantanes bao gồm amantadine, bromantane (1-amino-2-bromophenyladamantane), và memantine có psychostimulant-like và có thể chống trầm cảm-like hiệu ứng, và rằng những hiệu ứng này có thể được trung gian qua quá trình catecholaminergic. Tuy nhiên, các tác dụng kích thích tâm thần này khác biệt về chất với các chất kích thích tâm thần thông thường như amphetamine, và các dẫn xuất adamantane được mô tả một cách trái ngược là "chất thích nghi" và là "chất bảo vệ".
Năm 2004, người ta phát hiện ra rằng amantadine và memantine bám vào và đóng vai trò như chất chủ vận của thụ thể σ <sub id="mwIA">1</sub> (K i = 7,44 mM và 2,60 mM, tương ứng) và sự hoạt hóa thụ thể σ 1 được tham gia vào dopaminergic ảnh hưởng của amantadine tại nồng độ trị liệu có liên quan. Những phát hiện này cũng có thể mở rộng đến các adamantanes khác như adapromine, rimantadine và bromantane và có thể giải thích các tác dụng giống như thuốc kích thích tâm thần của họ các hợp chất này.